# Livingstone Mountains
Die Livingstone Mountains sind ein Gebirgszug auf der Südinsel von Neuseeland.

## Geographie
Der 918 m hohe Key Summit stellt den nördlichsten Punkt des Gebirgszugs dar. Von dort aus wird er im Westen durch das Eglinton Valley von den Earl Mountains getrennt. Im Süden und Osten fließt der Mararoa River, der unterhalb des zweithöchsten Berges, des 2093 m hohen David Peaks, entspringt. Auf der anderen Flussseite liegen die Thomson Mountains. Im Nordosten begrenzt der Greenstone River die Bergkette. Der höchste Gipfel ist der 2102 m hohe Moffat Peak.
Neben dem Mararoa River im Osten wird die Region im Westen vom Eglinton River und Upukerora River entwässert, alle drei Flüsse sind Teil des Flusssystems des Waiau River. Lediglich im Nordosten führt der Greenstone River sein Wasser zum Lake Wakatipu ab und ist somit Teil des Clutha River/Mata-Au Flusssystems.

## Geologie
Das Gestein der Ostseite besteht hauptsächlich aus Sedimentgestein, wie Schluffstein, Sandstein und Kalkstein, das etwa 200 bis 250 Millionen Jahre alt ist. Auch ultramafisches Gestein wie Harzburgit und Dunit liegen vor. An der Westflanke findet sich auch deutlich jüngeres Gestein mit Mudstone und Sandstein, das etwa 15 bis 35 Millionen Jahre alt ist.

## Infrastruktur
Vom südlich gelegenen Te Anau aus verläuft der New Zealand State Highway 94 an der Westflanke entlang, knickt kurz hinter dem Pass The Divide am Nordende nach Westen ab und führt zum Milford Sound/Piopiotahi. An der Ostflanke verläuft der Mavora Walkway, im Nordosten der Greenstone Track.